# Jaime Zumalacárregui Benítez
Jaime Zumalacárregui Benítez   (Madrid, 7 de setembre de 1956) és un jugador d'hoquei sobre herba espanyol, ja retirat, guanyador d'una medalla olímpica.
Membre del Club de Campo de la ciutat de Madrid va participar, als 23 anys, en els Jocs Olímpics d'Estiu de 1980 realitzats a Moscou (Unió Soviètica), on va aconseguir guanyar la medalla de plata en la competició masculina d'hoquei sobre herba.